# Kościół św. Barbary w Valletcie
Kościół św. Barbary (malt. Knisja ta' Santa Barbara, ang. Church of St Barbara) – barokowy kościół położony w stolicy Malty, zbudowany przez joannitów. 
Pierwszy kościół zbudowano w 1585 roku za panowania 52. wielkiego mistrza Hugues Loubenx de Verdalle. Został zbudowany przez 
rycerzy z tzw. langues (grup językowych) Prowansalskiej, której kwatery w zajeździe Prowansalskim znajdowały się w pobliżu. Obecny kościół został zbudowany na miejscu pierwszego w latach trzydziestych osiemnastego wieku, a jego budowę rozpoczęto w 1739 roku. Budynek kościoła został zaprojektowany i nadzorowany przez włoskiego architekta Romano Carapecchia. Po śmierci Carapecchia wystrój wnętrza oraz ukończenie budowy powierzono maltańskiemu architektowi Giuseppe Bonnici. W 1904 roku nad wejściem do kościoła został postawiona rzeźba św. Barbary. Obecnie jest kościołem parafialnym. 
Obiekt jest wpisany na listę National Inventory of the Cultural Property of the Maltese Islands pod numerem 00568.